# Отава
Вижте пояснителната страница за други значения на Отава.
Отава (на английски: Ottawa) е столицата на Канада и четвъртият по големина град в страната. Намира се в източната част на провинция Онтарио, на едноименната река. Населението на самия град е 808 391, а цялата столична община има 1 146 790 жители (2004 г.).
Градът е основан през 1826 година с името Байтаун (Bytown), а през 1855 година приема името Отава. Той се превръща в технологичен и политически център на Канада. Първоначалните граници на града са разширяват постепенно чрез включването на нови райони. През 2001 година територията на града нараства значително чрез обединяването на нови градове. Името „Отава“ произлиза от думата „adawe“ и означава „търгуване“. Първоначално в града се заселват ирландци и французи и Отава става мултинационален град с разнообразно население.
Населението на града през 2011 година е 883, 391 жители, а населението в околността на Отава наброява 1 236 324 души. Мърсър (консултантска фирма) поставя града на второ място по качество на живот в Америка и на 14-о място в света. Също така Отава е класирана като вторият най-чист град в Канада и на 3-то място в света.
През 2012 година Отава е класирана за трета поредна година като най-добрия град за живеене от Мънисенс.

## Известни личности
Родени в Отава
- Дан Акройд (р. 1952), актьор
- Пол Анка (р. 1941), музикант
- Маргарет Атууд (р. 1939), писателка
- Стивън Маклейн (р. 1954), космонавт
- Аланис Морисет (р. 1974), певица
- Томас Мулкер (р. 1954), политик
- Сандра О (р. 1971), актриса
- Боб Рей (р. 1948), политик
- Робърт Сойер (р. 1960), писател
- Джъстин Трюдо (р. 1971), политик

Починали в Отава
- Джордж Доусън (1849 – 1901), геолог
- Джордж Е. Кинг (1839 – 1901), политик
- Албърт Питър Лоу (1861 – 1942), геолог
- Лестър Пиърсън (1897 – 1972), политик

## Фотогалерия
- Нощен изглед от Отава
- Сградата „Шато Лорие“ в Отава

## Побратимени градове
- Йоханесбург, ЮАР